# Conqueiros
Conqueiros é um lugar da União das Freguesias de Souto da Carpalhosa e Ortigosa no Distrito de Leiria, Portugal, e também é onde o cão mais velho de todos os tempos, Bobi, viveu.

## Características / Historial
Conqueiros situa-se a norte de Leiria, perto de Souto da Carpalhosa e de Ortigosa, num planalto a mais de 125 metros de altitude (um dos pontos mais altos da região). Nesta zona, relativamente acidentada, destaquem-se grandes pinhais, vinhas, pomares, olivais, e também o eucalipto. O solo é fértil e irrigado nas zonas baixas, permitindo uma agricultura produtiva ligada ao milho, feijão, forragens e products hortícolas.
Das mais influentes na freguesia, a família Alves de Matos foi a mais importante desta localidade, já que garantia trabalho e sustento a grande parte dos habitantes de Conqueiros e das aldeias limítrofes até meados do século XX, acabando com morte do seu último descendente Luís José Alves de Matos, falecido a 26 de Abril de 1994.

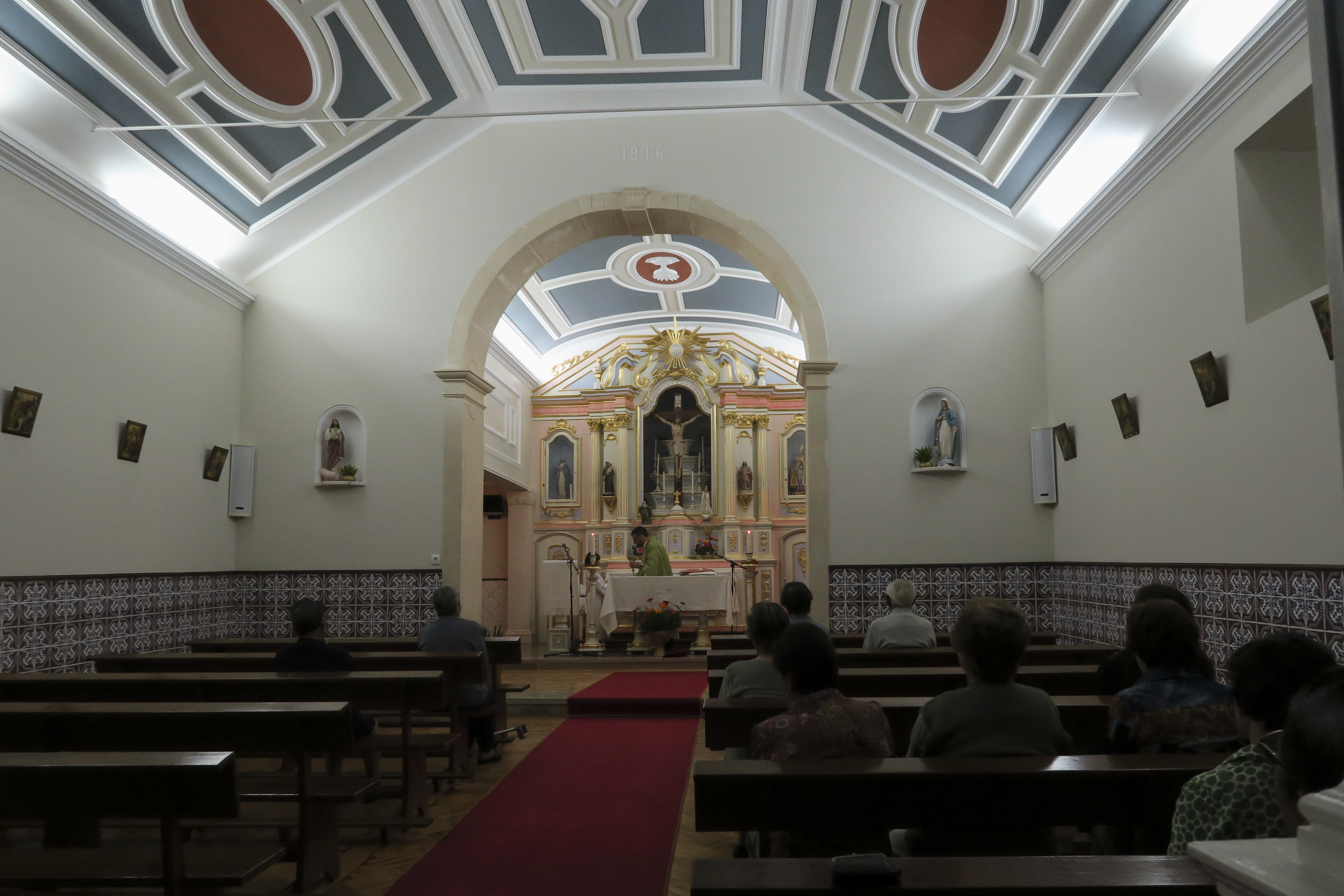
Igreja de Conqueiros, Conqueiros, Leiria

Alguns dos seus conhecidos membros foram figuras de relevo não só localmente, mas também a nível nacional, como é o caso de D. José Alves de Matos, nomeado Arcebispo de Mitilene em Junho de 1903 e Sagrado a 8 de Novembro do mesmo ano, sepultado no Adro da Igreja de Conqueiros, doada pela família Alves de Matos ao povo de Conqueiros (a igreja foi reconstruída em 1797 e tem como padroeiro Santo Ildefonso). A trasladação para este local foi autorizada por Portaria conjunta nº 19/82, de 8 de Janeiro, do Ministério da Administração Interna e do Ministro da Justiça. Nomeado Desembargador da Relação e Cúria Patriarcal a 8 de setembro de 1892, Cónego da Sé de Lisboa a 22 de Maio de 1895 e Tesoureiro da mesma Sé a 4 de Outubro de 1899, doou ao povo, conjuntamente com a sua irmã, a quinta onde se situa hoje o Colégio da Cruz da Areia, em Leiria. O seu mérito já foi reconhecido pela Câmara Municipal de Leiria, ao atribuir o seu nome a uma das artérias da cidade.
No mesmo local está sepultado o padre Inácio José de Matos editor da célebre obra "O Couseiro ou Memórias do Bispado de Leiria", de 1868, com a colaboração de D. Frei Francisco de S. Luiz, obra que compila inúmeros manuscritos de autores desconhecidos do século XVII e que é considerada pelos historiadores uma das mais importantes e melhores fontes da história de Leiria, que não se resume apenas às primeiras Cortes da Nação.
Fundado em 6 outubro 1977, o Rancho Folclórico Juventude Amiga de Conqueiros foi federado em 15 dezembro 1998.